# Whisky, Vodka et Jupon de fer
Pour plus de détails, voir Fiche technique et Distribution.
Whisky, vodka et jupon de fer (The Iron Petticoat) est un film britannique de Ralph Thomas, sorti en 1956.

## Synopsis
Le capitaine Vinka Kovalenko fait atterrir un avion à réaction de l'armée de l'air soviétique sur le territoire ouest-allemand, à la surprise des forces armées américaines, qui la font prisonnière. Lui demandant la raison de sa présence, elle explique qu'elle n'est ni en mission d'espionnage ni en défection mais seulement contrariée par une affaire personnelle à la maison.
De son côté, le capitaine Chuck Lockwood a hâte de partir pour Londres et de rendre visite à sa riche fiancée Connie mais un officier supérieur nommé Tarbell annule sa permission, ordonnant à Chuck de vendre à l'aviatrice soviétique tout ce qui est bon à propos de l'Amérique et de la convaincre de se joindre définitivement à eux. Le colonel fait même miroiter un chèque de bonus de 100 000 $ à l'ordre de Vinka si Lockwood réussit.
Vinka est poursuivie par son ancien amant, l'ingénieur Ivan sans toutefois ne lui montrer aucun intérêt ni à Chuck, qui est tout aussi déterminée à lui vendre des vertus russes qu'à l'influencer. Il la décrit comme froide et peu attrayante, mais lorsque Connie fait une visite surprise, Vinka se promène dans la chambre de Chuck ne portant rien d'autre qu'un haut de pyjama et ses médailles militaires. Connie devient de plus en plus en colère, d'autant plus lorsqu'elle découvre que Chuck n'est pas aussi aisé financièrement qu'il a prétendu l'être.
Vinka commence à s'habiller de manière de plus en plus séduisante. Un soir, dans un restaurant russe, des camarades viennent la kidnapper. Une potion de sommeil destinée à Chuck se retrouve dans la boisson de Tarbell à la place. Connie est également confondue avec Vinka dans un vestiaire et capturée. Les Russes comprennent mal les intentions de Vinka et l'accusent de trahison. Chuck mène une évasion aérienne audacieuse et ils finissent par tomber amoureux. L'argent n'a pas autant d'importance pour Vinka que pour Connie. Alors qu'elle et Lockwood partent pour l'Amérique, un agent russe accourt, lui offrant le chèque de 100 000 $. Elle refuse, mais Lockwood l'attrape.

## Fiche technique
- Titre : Whisky, vodka et jupon de fer
- Titre original : The Iron Petticoat
- Réalisation : Ralph Thomas
- Scénario : Ben Hecht d'après une histoire de Harry Saltzman (non crédité)
- Production  : Betty E. Box et Harry Saltzman
- Société de production : London Film Productions, Remus (as A Remus Film), Romulus Films
- Musique: Benjamin Frankel
- Photographie : Ernest Steward
- Montage : Frederick Wilson
- Direction artistique : Carmen Dillon
- Costumes : Yvonne Caffin
- Pays d'origine : Royaume-Uni
- Format : Couleur (Technicolor) - Son : Mono (Westrex Recording System)
- Genre : Comédie
- Durée : 87 minutes
- Dates de sortie :
  - 1956 Royaume-Uni
  - 7 janvier 1957 (États-Unis)

## Distribution
- Bob Hope : Major Charles "Chuck" Lockwood
- Katharine Hepburn : le capitaine Vinka Kovelenko
- Noelle Middleton : Lady Connie Warburton-Watts
- James Robertson Justice : le colonel Sklarnoff
- Robert Helpmann : Ivan Kropotkin
- David Kossoff : Dr Anton Dubratz
- Alan Gifford : le colonel Newton Tarbell
- Nicholas Phipps : Tony Mallard
- Paul Carpenter : Major Lewis
- Sid James : Paul
- Alexander Gauge : le sénateur Howley
- Sandra Dorne : Tityana
- Richard Wattis : employé de lingerie
- Tutte Lemkow : Sutsiyawa
- Olaf Pooley
- Martin Boddey : Grish
- Eugene Deckers : le barman